# 京都府道561号田井中田線
京都府道561号田井中田線（きょうとふどう561ごう たいなかだせん）は、京都府舞鶴市を通る一般府道である。

## 概要
舞鶴市字田井から舞鶴市字中田に至る。
河辺川の北側を並行して走る。

### 路線データ
- 起点：舞鶴市字田井（田井交差点、京都府道・福井県道21号舞鶴野原港高浜線バイパス交点）
- 終点：舞鶴市字中田（中田交差点、京都府道・福井県道21号舞鶴野原港高浜線交点）

## 地理

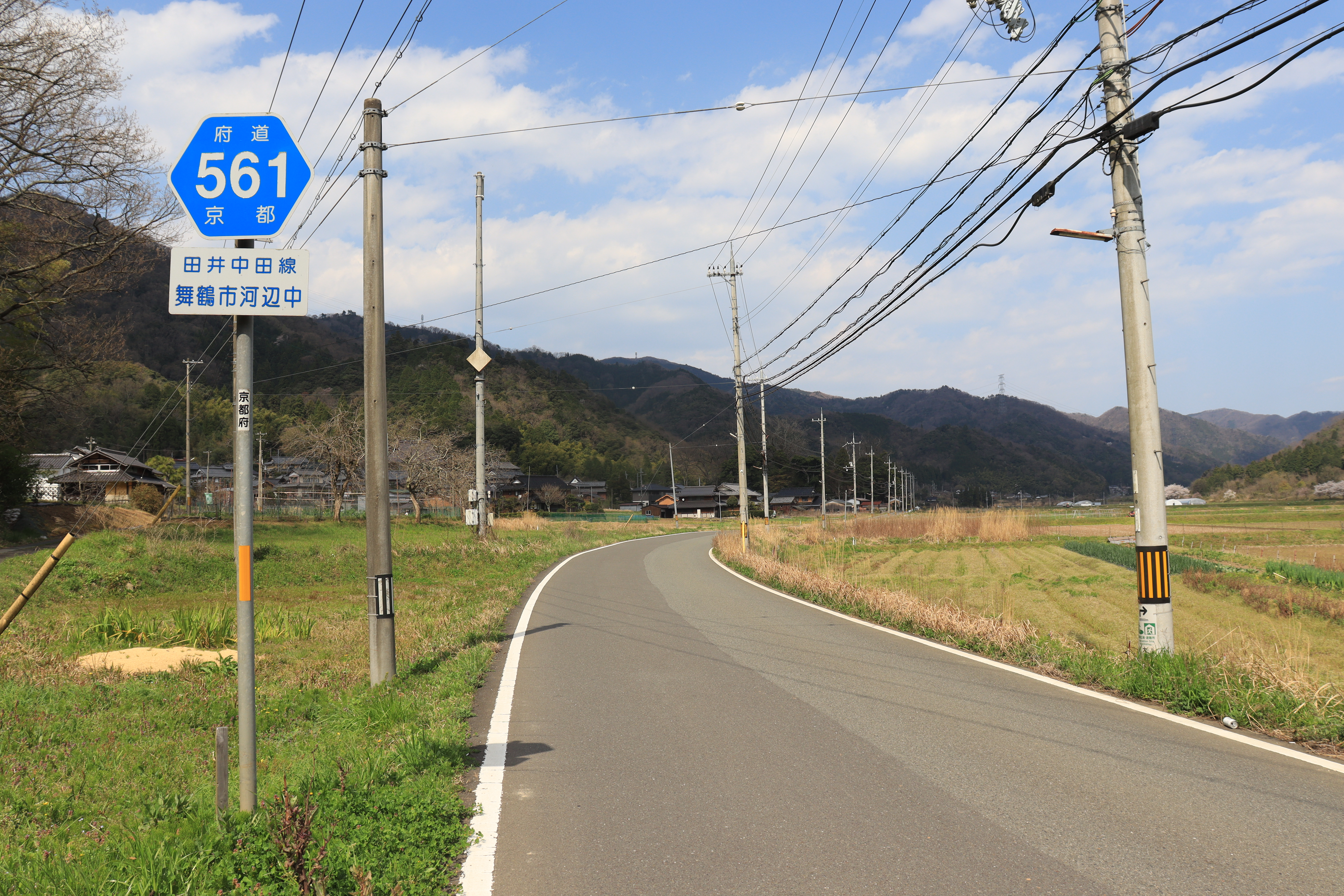
京都府道561号田井中田線
舞鶴市字河辺中

### 通過する自治体
- 舞鶴市

### 交差する道路
| 交差する道路                                      | 交差する場所 | 交差する場所      |
| ------------------------------------------------- | ------------ | ----------------- |
| 京都府道・福井県道21号舞鶴野原港高浜線 / バイパス | 字田井       | 田井交差点 / 起点 |
| 京都府道・福井県道21号舞鶴野原港高浜線            | 字中田       | 中田交差点 / 終点 |

### 沿線
- 成生漁港
- 田井漁港
- 田井コミュニティーセンター（旧舞鶴市立田井小学校）
- 舞鶴田井郵便局
- 極楽寺
- 本源寺
- 関西電力 平変電所
- 日本特殊産業 舞鶴事業所平工場
- 舞鶴市平工業団地
- 舞鶴引揚記念館・引揚記念公園

### 峠
- 大山峠（舞鶴市）